# Мастерство Некрасова
«Мастерство Некрасова» — фундаментальный труд Корнея Чуковского, относящийся к памятникам советского литературоведения. Монография, над которой Чуковский работал несколько десятилетий, исследует творчество русского литератора XIX века Николая Алексеевича Некрасова и рассказывает о месте поэта в русской литературе.
Отдельной книгой труд впервые издан в 1952 году.
В начале 1960-х годов вокруг книги «Мастерство Некрасова», выдвинутой на Ленинскую премию, развернулась острая полемика, в которую были включены не только литературоведы, но и представители Отдела культуры ЦК КПСС.
В 1962 году за книгу «Мастерство Некрасова» Корней Чуковский удостоен Ленинской премии.

## История создания
Замысел книги, судя по дневниковым записям Чуковского, начал оформляться в конце 1910-х годов. Одна из них датирована 1919 годом: «Вторую ночь не заснул ни на миг — но голова работает отлично — сделал открытие о дактилизации русских слов — и это во многом осветило для меня поэзию Некрасова». Чуть позже Чуковский признался себе, что предстоящая работа кажется ему столь же необходимой, сколь бесперспективной, потому что он не знает в России ни одного человека, которому она была бы интересна.
Первоначальный вариант, названный «Некрасов как художник» и сильно уменьшенный по сравнению с итоговым изданием, увидел свет в 1922 году. Уже тогда мнения литературных критиков разделились: одни отметили у Чуковского «полное незнакомство с наукой о языке», другие оценили кропотливость автора при раскрытии «тайны некрасовской ритмики».
По словам Ирины Лукьяновой, чиновники от литературы воспринимали Чуковского-некрасоведа и Чуковского-сказочника не просто «разными ипостасями одного автора, а совсем разными людьми».
Работа над монографией активизировалась в конце 1940-х годов. Сам автор был недоволен написанным — и в дневниках, и в письмах близким он сообщал, что «не даётся она мне, сколько я ни бьюсь над нею». Даже после получения Ленинской премии Чуковский называл свой труд «не мастерством, а рукоделием».

## Содержание

### Часть первая. Учителя и предшественники
В первой части автор объясняет, почему в XIX веке наблюдалось противопоставление Некрасова Пушкину — из-за фальсификации литературных образов один из них воспринимался читателями как поэт без роду и племени, а другой считался носителем «богатой словесной культуры».
Глава, посвящённая Некрасову и Гоголю, рассказывает о безусловном пиетете, который поэт испытывал по отношению к автору «Мёртвых душ». Восхищение было столь безмерным, что Некрасов стремился объединить всех писателей, идущих вслед за Гоголем, на страницах большого альманаха, а Николая Васильевича провозгласить главой этой группы и основателем целого направления.

### Часть вторая. Мастерство
Вторая часть представляет собой детальный анализ произведений Некрасова. К примеру, проводя исследование поэмы «Железная дорога», Чуковский дотошно изучает черновые варианты, сопоставляет рукописи — прослеживает творческий процесс в живой динамике.
Пятый приём эзоповой речи заключается в том, что сатире, направленной против современных порядков, придавалась внешняя форма сатиры, обличавшей порядки далёкого прошлого.
Показывая работу Некрасова над фольклором, автор монографии отмечает, что крестьяне как создатели того или иного стиха не представлялись поэту сплошной массой: его симпатии были только на стороне тех, кто именовался пахарями. Собирая простонародные выражения, Некрасов ценил такие слова, как «мызганье», «расчуркаться», «инжо», «кулехтиться». И хотя не все диалектизмы вошли в некрасовские поэмы, поэт чтил их точность и экспрессивность.
Отдельный раздел монографии посвящён эзоповой речи, которая, пусть даже в виде «единичного внезапного нападения», постоянно применялась Некрасовым в литературных трудах.

## Рецензии
Выход в свет книги «Мастерство Некрасова» широко обсуждался в советской прессе и вызвал к жизни ряд дискуссий.

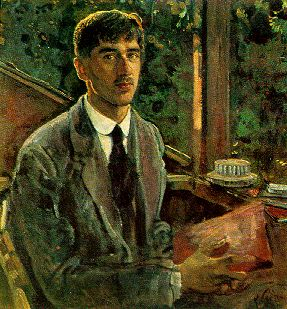
Корней Чуковский. Портрет работы Исаака Бродского, 1915

Так, появление монографии приветствовал литературовед Юлиан Оксман. В одном из писем Чуковскому он признавался, что читал книгу с карандашом в руках, не пропуская ни строки, не торопясь, «как настоящие любители и знатоки пробуют дорогое вино, оценивая его и на вкус, и на запах, и на цвет».
Писатель и критик Самуил Лурье в предисловии к переписке Чуковского с дочерью назвал «Мастерство Некрасова» потрясающим памятником нечеловеческого труда.
В мае 1953 года в «Литературной газете» была опубликована большая рецензия Анатолия Тарасенкова. Современные авторы по-разному оценивают эту статью: Ирина Лукьянова считает, что она «поражает своей глухотой к рецензируемому тексту» и изобилует штампами; Борис Мельгунов полагает, что большая часть замечаний в «Литературной газете» носила продуктивный характер.
В 1961 году вышла книга доктора филологических наук Владимира Архипова «Поэзия труда и борьбы», автор которой указал Чуковскому на субъективное толкование некоторых литературных фактов и искажение смысла отдельных цитат. Оппоненты Архипова сочли его формулировки «неоправданно резкими».
По мнению Вадима Перельмутера, литературная судьба Некрасова удивительным образом совпадает с судьбой Чуковского: «Я думаю, что Чуковский и взялся за Некрасова, потому что увидел в нём поразительно много своего».

Я имею полное право сказать Вам ещё и ещё раз, что книга Ваша — одна из самых значительных книг, вышедших за последнее тридцатилетие. <…> Она является образцом литературоведческого исследования, она повышает общий культурный уровень читателей, заряжает их любовью к литературе и к науке. — Юлиан Оксман — из письма Корнею Чуковскому

## Выдвижение на Ленинскую премию
В 1961 году ленинградские критики выдвинули книгу «Мастерство Некрасова» на Ленинскую премию. Вскоре в Комитет по присуждению премий и одновременно в ЦК КПСС были направлены письма за подписью Елены Стасовой и других старых большевиков. Авторы настаивали на снятии кандидатуры Чуковского, «приспособленца, во имя корыстных целей готового пойти на любую сделку с совестью», потому что его книга «принесла не пользу, а вред общественности».
Весной 1962-го сотрудники Отдела культуры ЦК КПСС продолжили тему: упомянув о том, что Чуковский уже был удостоен ордена Ленина и ордена Трудового Красного Знамени, составители служебной записки сочли, что можно «ограничиться этими наградами».
Сохранились архивные сведения о том, что Комитет по присуждению премий был ознакомлен со всеми поступившими письмами и материалами. Во время тайного голосования за книгу «Мастерство Некрасова» было отдано 70 голосов; против — 23.
Чуковский, узнав о том, что его монография получила Ленинскую премию, «не столько обрадовался, сколько удивился».